# Gnypeta bockiana
Gnypeta bockiana är en skalbaggsart som beskrevs av Thomas Casey 1906. Gnypeta bockiana ingår i släktet Gnypeta och familjen kortvingar. Inga underarter finns listade i Catalogue of Life.